# Morva tinóru
A morva tinóru (Aureoboletus moravicus) a tinórufélék családjába tartozó, Európában honos, lomberdőkben élő, ehető gombafaj. 

## Megjelenése
A morva tinóru kalapja 3-8 (12) cm széles, fiatalon félgömb alakú, majd domborúan, idősen laposan kiterül. Színe okkersárgás barna vagy rézbarna. Felszíne száraz, bársonyos, néha finoman repedezett.
Húsa fehéres vagy halványsárgás, a kalapbőr alatt és a pórusok fölött okkeres vagy barnás; sérülésre nem változik. Szaga nem jellegzetes vagy kissé kókuszos; íze kellemes, nem jellegzetes.     
Termőrétege csöves. A csövek okkersárgák vagy sárgák, sérülésre-nyomásra nem kékülnek. A pórusok hasonló színűek vagy sötétebbek, okker-narancssárgák, olykor barnán foltosak, szűkek. Melzer reagens hatására a termőréteg kékes-zöldesen elszíneződik.
Tönkje hengeres, kissé hasas vagy bunkós. Színe megegyezik a kalapéval, vagy kissé halványabb, gyakran sötétebb hálózatos mintázattal. 
Spórapora sárgásbarna. Spóra elliptikus, sima, mérete 10–13 × 4,5–6,5 μm.

### Hasonló fajok
Az aranybélésű tinóru, a sárga gyűrűstinóru, a molyhos tinóru, a rozsdabarna tinóru hasonlít hozzá. 

## Elterjedése és termőhelye
Európában honos, délen gyakoribb. 
Melegkedvelő lomberdőkben él, többnyire tölgy, szelídgesztenye, gyertyán vagy hárs alatt. Nyáron és ősszel terem. 
Ehető. 